# Nite Jewel
Nite Jewel, vlastním jménem Ramona Gonzalez, je americká zpěvačka. Své první album Good Evening nahrála za pomoci svého manžela Colea M. Greifa-Neilla v roce 2008. Její manžel se podílel i na jejích dalších deskách. Dále spolupracovala například se zpěvačkou Julií Holter či zpěvákem Dâm-Funkem. Její píseň „Suburbia“ zazněla ve filmu Greenberg (2010) režiséra Noaha Baumbacha.

## Diskografie
- Good Evening (2008)
- One Second of Love (2012)
- Liquid Cool (2016)
- Real High (2017)
- No Sun (2021)